# PY de la Guineueta
PY de la Guineueta (PY Vulpeculae) és una estrella variable (nana blanca polsant) a la constel·lació de la Guineueta.